# Мазур (Елк)
Міський спортивний клуб «Мазур» Елк (пол. Miejski Klub Sportowy Mazur Ełk) — польський футбольний клуб з Елка, заснований у 1946 році. Виступає у Третій лізі. Домашні матчі приймає на Міському стадіоні, місткістю 2 720 глядачів.

## Історія назв
- 1946 — Спортивний гурток «АТОМ» Елк;
- 1946 — Залізничний спортивний клуб «ЗЗК» Елк;
- 1948 — Профспілка залізничників в Елку;
- 1949 — Профспілковий спортивний клуб «Залізничник» Елк;
- 1951 — Спортивний гурток ЗС «Залізничник» Елк;
- 1955 — ЗС «Залізничник» — Спортивний гурток «Мазур» Елк;
- 1956 — Спортивний гурток «Мазур» Елк;
- 1957 — Спортивний клуб «Мазур» Елк;
- 1970 — Залізничний спортивний клуб «Мазур» Елк;
- 1984 — Міжорганізаційний залізничний спортивний клуб «Мазур» Елк;
- 1989 — Спортивний клуб «Мазур» Елк;
- 1992 — Міський спортивний клуб «Мазур» Елк.

## Досягнення
- Третя ліга
  - Переможець (5): 1959, 1962, 1963, 1964, 1965.